# Mateusz Gucman
Mateusz Gucman (Głubczyce, 19 aprile 1980) è un lottatore polacco, specializzato nella lotta libera.

## Biografia
Ha rappresentato la Polonia ai Giochi olimpici estivi di Pechino 2008 nel torneo dei 96 kg, in cui è stato eliminato ai sedicesimi dall'azero Xetaq Qazyumov.

## Palmarès
| Anno | Manifestazione    | Sede    | Evento | Risultato | Note |
| ---- | ----------------- | ------- | ------ | --------- | ---- |
| 2000 | Europei junior    | Sofia   | 85 kg  | 4º        |      |
| 2005 | Mondiali militari | Vilnius | 96 kg  | Oro       |      |
| 2006 | Europei           | Mosca   | 96 kg  | 10º       |      |
| 2006 | Mondiali militari | Baku    | 96 kg  | Bronzo    |      |
| 2007 | Mondiali          | Baku    | 96 kg  | 12º       |      |
| 2008 | Giochi olimpici   | Pechino | 96 kg  | 16º       |      |
| 2008 | Mondiali militari | Spalato | 96 kg  | Argento   |      |
| 2010 | Mondiali militari | Lahti   | 120 kg | 11º       |      |
| 2013 | Mondiali militari | Teheran | 120 kg | Bronzo    |      |